# Media hora más contigo
Desert Hearts (Media hora más contigo en España) es una película dramática romántica lésbica de 1985 basada en la novela de Jane Rule Desert of the Heart (Desierto del corazón). Fue dirigida por Donna Deitch y protagonizada por Helen Shaver, Patricia Charbonneau y, en un papel secundario, Audra Lindley.

## Argumento
En 1959, Vivian Bell (Shaver), una profesora de inglés de la Universidad de Columbia, viaja a Nevada para cumplir el requisito de separación durante seis semanas previo a su divorcio. Encuentra alojamiento en una casa para mujeres que esperan finalizar sus divorcios, propiedad de Frances Parker (Lindley). Vivian conoce a Cay Rivvers (Charbonneau), una escultora y espíritu libre para quien Frances es una madre sustituta. Cay trabaja en un casino de Reno como operadora de los cambios, y está terminando una relación con Darrell, su jefe. Cuando aparece Vivian, Cay la ve, y la estrictamente controlada Vivian se echa para atrás ante el atrevimiento de Cay y su poca preocupación sobre qué pensarán los demás. Cay le cuenta que ha tenido relaciones con mujeres en el pasado. Frances, al ver que Vivian se está convirtiendo en una parte importante de la vida de Cay, empieza a temer que Cay se irá y culpa de ello a Vivian. Cuando Cay lleva a Vivian al Lago Tahoe y la besa apasionadamente, Vivian responde, pero luego se sorprende de su reacción y le pide a Cay que la lleve de nuevo a la casa, donde Frances supondrá (erróneamente) que Vivian ha intentado seducir a Cay, y la echará de la casa. Vivian se irá a un hotel, donde tras unos días se enfrentará a Cay y a sus sentimientos.

## Reparto
| Actor                | Personaje      |
| -------------------- | -------------- |
| Helen Shaver         | Vivian Bell    |
| Patricia Charbonneau | Cay Rivers     |
| Audra Lindley        | Frances Parker |
| Andra Akers          | Silver         |
| Gwen Welles          | Gwen           |
| Dean Butler          | Darrell        |
| James Staley         | Art Warner     |
| Katie La Bourdette   | Lucille        |
| Alex McArthur        | Walter         |
| Tyler Tyhurst        | Buck           |
| Denise Crosby        | Pat            |
| Antony Ponzini       | Joe            |

## Recepción crítica
Desert Hearts marcó un antes y un después al mostrar en la gran pantalla una relación lésbica en la cual ambas protagonistas gozaban de un final feliz, en comparación con películas anteriores como Personal Best, que se centraban menos en la relación de las protagonistas, y en las que una de ellas terminaba regresando a una relación con un hombre. Es también la primera película lésbica dirigida por una mujer. Desert Hearts obtuvo un grado de aceptación del 83% en Rotten Tomatoes, y Roger Ebert le otorgó dos estrellas y media por su simplicidad y estilo directo, pero señalando la sorprendente fuerza de las escenas románticas.
Helen Shaver dijo que Greta Garbo estuvo tan impresionada con su actuación en esta película que intentaron quedar para verse, pero debido a la mala salud de Garbo tuvieron que contentarse con hablar por teléfono sobre la actuación. Por otra parte, Patricia Charbonneau se enteró de que Gia Carangi basó su estilo en el personaje de Cay.

## Producción
La directora Donna Deitch (que además hace un cameo en la película, como una mujer que juega a dos máquinas tragaperras a la vez y dice una línea) necesitó cuatro años para conseguir el millón y medio de dólares necesarios para la película, y de hecho tuvo que vender su casa para poder hacerla. También tuvo muchos problemas para encontrar actrices que interpretaran de manera tan explícita a lesbianas.
Deitch se sorprendió al conocer veinte años después del estreno de la película que ambas actrices recibieron serias advertencias por parte de amigos y agentes sobre el hecho de que esta película arruinaría sus carreras. Deitch insistió en que la escena de sexo lésbico (que algunos espectadores han calificado como la mejor del cine) no fuera editada o alterada de ninguna manera. Cuando los productores de The L word comenzaron a realizar esa serie, pidieron a las actrices que vieran Desert Hearts para que aprendieran en qué consistía una escena de amor lésbica bien hecha.
Deitch mencionó en el comentario del director del DVD del 20.º aniversario del estreno de la película que aproximadamente el 20% del presupuesto se empleó para conseguir los derechos de la música original de Deset Hearts. La banda sonora incluye temas de Patsy Cline, Elvis Presley, Buddy Holly, Ella Fitzgerald, Patti Page, Kitty Wells, Johnny Cash, Ferlin Husky y Jim Reeves. Deitch solicitó al estudio que se extendieran los derechos de la música para poder sacar a la venta la banda sonora en disco o casete, pero el estudio se negó.

## Premios y nominaciones
- 1987 Independent Spirit Award para la mejor actriz protagonista - Patricia Charbonneau (nominación)
- 1985 Festival Internacional de Cine de Locarno Leopardo de Bronce - Helen Shaver (ganadora)
- 1986 Festival de Cine de Sundance Mención de Honor - Drama
- 1986 Gran Premio del jurado del Festival de Cine de Sundance (nominación)